# Кандидат наук
Кандида́т нау́к — учёная степень первой из двух (ниже доктора наук) послевузовских ступеней в Российской Федерации, ряде стран СНГ и в Союзе ССР.
Кандидат наук соответствует степени доктора философии в западных странах:п. 262. Позволяет претендовать на звание доцента. Соискание данной степени предполагает подготовку и написание диссертации, обобщающей результаты исследовательской деятельности учёного в течение нескольких лет. Полное наименование степени включает указание отрасли науки, а также номера и названия специальности в рамках отрасли (пример: кандидат технических наук по специальности 1.4.4 «физическая химия»).

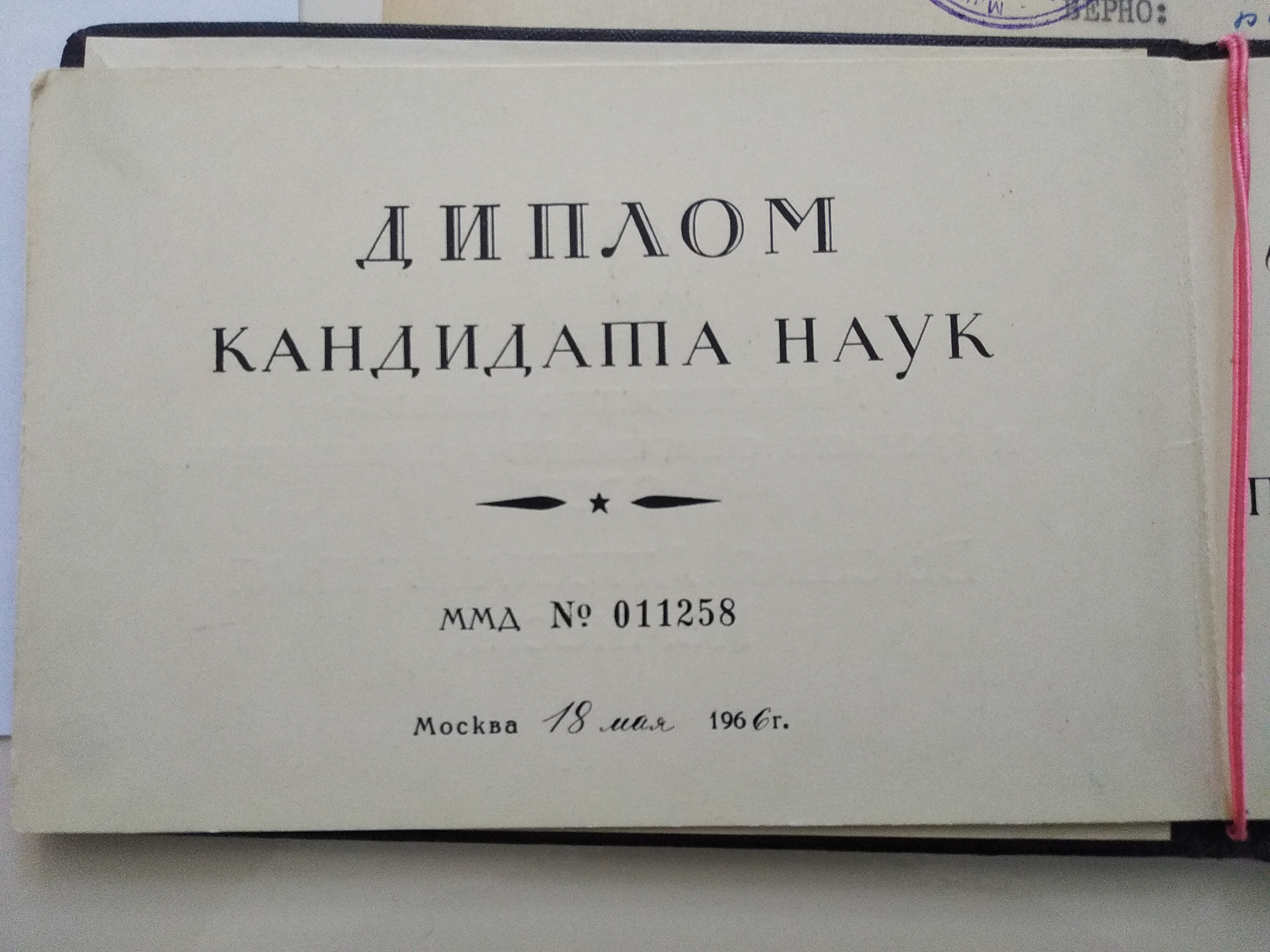
Титул диплома кандидата наук (советского образца)

## Профессиональный портрет кандидата наук
Кандидаты наук — высококвалифицированные специалисты с профессиональным опытом, накопленным в течение хотя бы трёх — четырёх лет после окончания вуза (магистратуры или специалитета). Чаще всего ими становятся лица в возрасте чуть моложе тридцати (в РФ максимум кандидатских защит приходится примерно на 27 лет), склонные к исследовательской работе и обязательно имеющие опубликованные научные труды. Большинство таких специалистов являются сотрудниками различных (академических, промышленных) НИИ или преподавателями вузов.
Обычно претендент на учёную степень нацелен на дальнейшую научно-педагогическую карьеру. Получение степени кандидата наук (или её иностранных эквивалентов) в значительной мере способствует должностному росту и в РФ, и за рубежом. В России обладание этой степенью облегчает занятие позиции доцента в вузе или старшего научного сотрудника в НИИ, а также принимается во внимание вне научно-образовательной сферы. Наличие степени абсолютно необходимо для получения учёного звания доцента. Носитель учёной степени кандидата наук в России, продолжающий активную исследовательскую деятельность, в будущем может стать доктором наук и профессором.
Учёные со статусом, эквивалентным кандидату наук, составляют основу кадрового состава многих научных организаций и университетов в мире. Согласно переписи 2010 года, в России насчитывалось 595 526 лиц, имевших степень кандидата наук:Т. 3. 550. Наибольшее их количество проживало в Москве (197 897 человек):Т. 3. 571.

## История степени «кандидат наук» в России и СССР
С 1803 года до Октябрьской революции в Российской империи существовала учёная степень магистра, для получения которой требовались несколько лет исследований после окончания университета и защита диссертации. Именно эта дореволюционная степень может быть сопоставлена кандидату наук в СССР и в современной России. Параллельно, в 1803—1884 гг. выпускникам университетов Российской империи, закончившим обучение с отличием, присуждалась учёная степень кандидата университета; по статусу ей ныне соответствует квалификация магистра-краснодипломника. То есть, понятия «магистр» и «кандидат» тех лет несли примерно сегодняшний смысл, но в обратной субординации. Степень магистра в XIX веке, так же, как и нынешняя степень кандидата наук, являлась ступенью, предшествующей доктору наук.
Непосредственно после Октябрьской революции 1917 года все степени, чины и звания были отменены. Степень кандидата наук — уже в современном понимании — учреждена вместе с другими учёными степенями и званиями постановлением Совнаркома СССР от 13 января 1934 года и унаследована РФ в постсоветский период.

## Порядок присуждения степени кандидата наук в РФ

### Основные моменты
В России учёная степень кандидата наук присуждается диссертационным советом, состоящим из докторов наук по данной специальности и действующим при университете или научно-исследовательском институте, по итогам публичной защиты кандидатской диссертации. Общий список специальностей периодически обновляется, его последняя версия вступила в силу 17 апреля 2021 года.
Важнейшим требованием предзащитной подготовки является наличие опубликованных в рецензируемых журналах из списка ВАК (Высшей аттестационной комиссии) научных статей, содержащих результаты изысканий диссертанта и отражающих научную новизну исследования.
Диссертационное исследование выполняется соискателем под руководством научного руководителя, имеющего учёную степень доктора или кандидата наук по данной специальности, обычно (но не обязательно) во время учёбы в аспирантуре (адъюнктуре).
Типичный объём текста кандидатской диссертации — около 150 страниц, но жёстких границ нет.
Диссертация и её автореферат пишутся на русском языке, сама защита также проходит на русском языке (при необходимости защита может проходить на иностранном языке, но с обеспечением перевода на русский язык). В июне 2017 года иностранным гражданам было разрешено представлять диссертацию и её автореферат одновременно на русском и иностранном языках.

### Процедура защиты диссертации
До защиты соискатель степени должен сдать ряд экзаменов (так называемый кандидатский минимум): по истории и философии науки, иностранному языку и специальности.
Соискателем публикуется автореферат диссертации (тиражом около 100 экз.), который за два месяца до защиты диссертации рассылается по крупным научным библиотекам и вузам России, а также членам диссертационного совета и специалистам в данной отрасли науки. Кроме этого, тексты диссертации и автореферата размещаются на сайте организации, при которой создан диссертационный совет, принявший диссертацию к защите.
Сама диссертация — также за два месяца — передаётся в свободный доступ в библиотеку учреждения, где будет происходить защита, и двум официальным оппонентам, которые предварительно пишут, а в день защиты оглашают свой отзыв. Оппоненты не могут быть связаны соавторством или местом работы с соискателем; один из них обязательно должен быть доктором наук.
Во время защиты диссертант делает сообщение по результатам диссертационной работы, отвечает на вопросы членов диссертационного совета по своему докладу, диссертации и автореферату. Далее зачитываются отзывы ведущей организации, а также отзывы, поступившие на автореферат. Соискатель отвечает на замечания, содержащиеся в этих отзывах. Вслед за этим выступают официальные оппоненты и следуют ответы на вопросы из отзывов оппонентов. Завершающая часть защиты — свободная дискуссия, выступить в ходе которой вправе любой присутствующий. Затем соискатель отвечает на вопросы и замечания, прозвучавшие в ходе этой дискуссии, вслед за чем переходят к тайному голосованию, в котором принимают участие только члены диссертационного совета.
Приблизительно такой же порядок присуждения степени существовал в СССР и продолжает существовать в некоторых странах СНГ.
С 2023 года в РФ появилась возможность защищать кандидатские диссертации в формате научного доклада, без написания объёмного текста. Юридически она введена постановлением правительства России от 26 октября 2023 г. No 1786. Для получения права на такую защиту действуют повышенные требования к числу публикаций: если для допуска к обычной защите требуется иметь 2—3 статьи, то при оформлении в виде доклада минимум 10.

### Оформление документа о степени

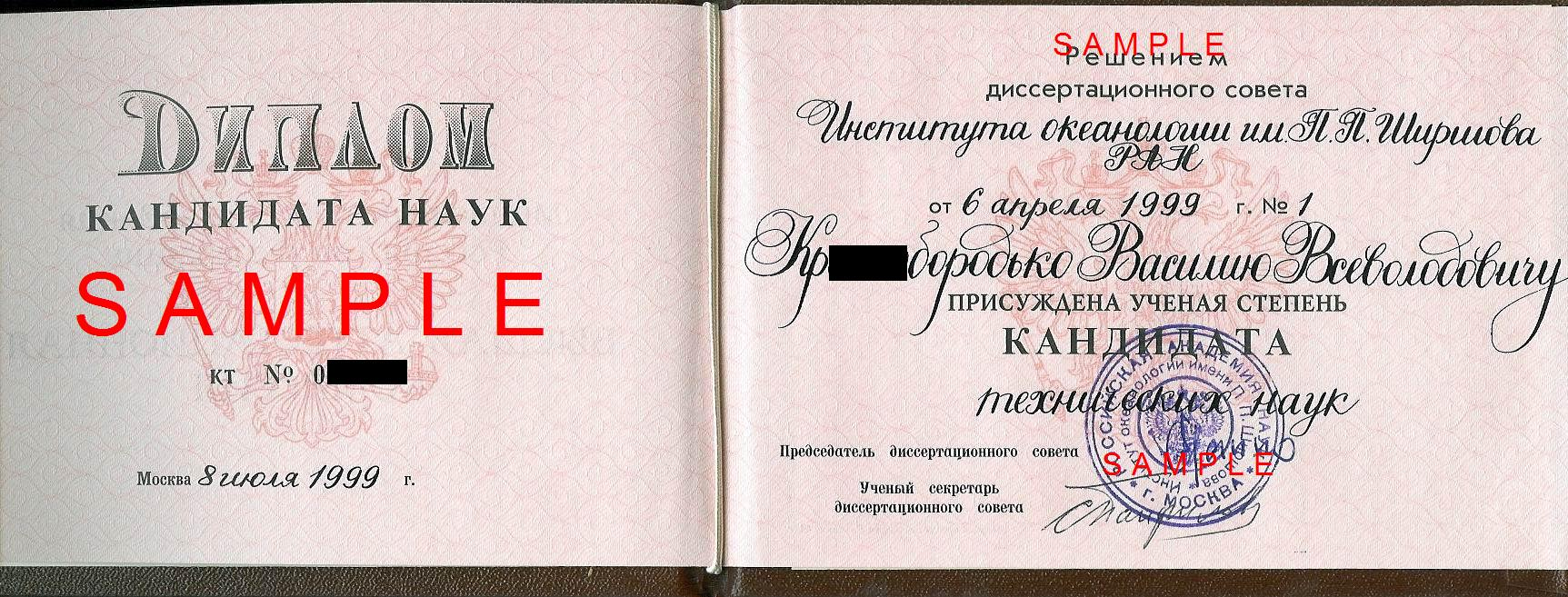
Диплом кандидата наук нового российского образца

В случае положительного итога голосования документы (т. наз. «аттестационное дело») направляются в ВАК, где принимается решение о выдаче диплома кандидата наук. Обычно рассмотрение дела в ВАК занимает несколько месяцев, однако в качестве даты присуждения степени в выдаваемом на руки дипломе указывается дата защиты диссертации. При этом в отдельных случаях ВАК наделен полномочиями вызова соискателя для проведения повторной защиты непосредственно в ВАК (производится на усмотрение экспертного совета ВАК по результатам рассмотрения аттестационного дела).
С 1 сентября 2016 года два российских вуза — МГУ и СПбГУ — были наделены полномочиями присуждать учёные степени без последующего взаимодействия с ВАК. С 2017 года аналогичные полномочия получили ещё 19 вузов и 4 научных учреждения согласно перечню, а затем в результате нескольких расширений перечня к осени 2022 года всего стало 32 организации, присуждающие степени без ВАК. Юридической базой нововведения явился Федеральный закон ФЗ-148 [2016], которым внесены соответствующие изменения в статью 4 ФЗ-127 [1996] «О науке и государственной научно-технической политике»; при этом оговорено, что учёные степени, полученные в упомянутых организациях, дают обладателям те же права, что и степени, утверждённые в ВАК. В октябре 2022 года с внесением корректив в законодательство круг «автономно присуждающих» организаций был расширен примерно до ста.

### Возможное лишение степени
Лица, которым учёные степени присуждены с нарушением установленного порядка, могут быть лишены этих степеней ВАК, как правило, на основании ходатайств диссертационных советов, на заседании которых состоялась защита диссертаций.

## Разновидности кандидатской степени по отраслям науки

### Российская Федерация
В зависимости от специальности, по которой происходит защита кандидатской диссертации, соискателю в России присуждается одна из следующих учёных степеней:
| Список кандидатских степеней по отраслям науки и их сокращения | Список кандидатских степеней по отраслям науки и их сокращения | Список кандидатских степеней по отраслям науки и их сокращения |
| -------------------------------------------------------------- | -------------------------------------------------------------- | -------------------------------------------------------------- |
| Название степени                                               | Сокращение согласно (недействующему) приказу Миннауки РФ       | Используемые в РАН сокращения                                  |
| Кандидат архитектуры                                           | канд. архитектуры                                              | к. арх.                                                        |
| Кандидат биологических наук                                    | канд. биол. наук                                               | к. б. н.                                                       |
| Кандидат ветеринарных наук                                     | канд. ветеринар. наук                                          | к. вет. н                                                      |
| Кандидат военных наук                                          | канд. воен. наук                                               | к. воен. н.                                                    |
| Кандидат географических наук                                   | канд. геогр. наук                                              | к. г. н.                                                       |
| Кандидат геолого-минералогических наук                         | канд. геол.-минерал. наук                                      | к. г.-м. н.                                                    |
| Кандидат искусствоведения                                      | канд. искусствоведения                                         | к. иск.                                                        |
| Кандидат исторических наук                                     | канд. ист. наук                                                | к. и. н.                                                       |
| Кандидат культурологии                                         | канд. культурологии                                            | к. культ.                                                      |
| Кандидат медицинских наук                                      | канд. мед. наук                                                | к. м. н.                                                       |
| Кандидат педагогических наук                                   | канд. пед. наук                                                | к. пед. н.                                                     |
| Кандидат политических наук                                     | канд. полит. наук                                              | к. полит. н.                                                   |
| Кандидат психологических наук                                  | канд. психол. наук                                             | к. п. н.                                                       |
| Кандидат сельскохозяйственных наук                             | канд. с.-х. наук                                               | к. с.-х. н.                                                    |
| Кандидат социологических наук                                  | канд. социол. наук                                             | к. социол. н.                                                  |
| Кандидат теологии                                              | канд. теол.                                                    | к. теол.                                                       |
| Кандидат технических наук                                      | канд. техн. наук                                               | к. т. н.                                                       |
| Кандидат фармацевтических наук                                 | канд. фарм. наук                                               | к. фарм. н.                                                    |
| Кандидат физико-математических наук                            | канд. физ.-мат. наук                                           | к. ф.-м. н.                                                    |
| Кандидат филологических наук                                   | канд. филол. наук                                              | к. ф. н.                                                       |
| Кандидат философских наук                                      | канд. филос. наук                                              | к. филос. н.                                                   |
| Кандидат химических наук                                       | канд. хим. наук                                                | к. х. н.                                                       |
| Кандидат экономических наук                                    | канд. экон. наук                                               | к. э. н.                                                       |
| Кандидат юридических наук                                      | канд. юрид. наук                                               | к. ю. н.                                                       |

Существует, но в настоящее время не присуждается степень кандидата военно-морских наук (присуждалась с 1930-х до конца 1970-х). Некоторое время (в 1940-х годах) учёная степень кандидата искусствоведения называлась «кандидат искусствоведческих наук». Ранее учёная степень кандидата архитектуры называлась «кандидат архитектурных наук». Учёная степень кандидата политических наук существовала в 1940-х гг., затем была отменена, в 1990-х гг. вновь введена.
В педагогических науках до 1950 года к наименованию учёной степени обязательно добавлялось описание узкой специализации («… по методике истории», «… по физической культуре» и т. п.). Спорадически в названии научной специальности подобные уточнения присутствовали до конца 1960-х годов. Учёная степень по психологическим наукам начала присуждаться с 1968 года. До этого (с 1953 года) присуждалась учёная степень «кандидат педагогических наук (по психологии)».
Аббревиатуры учёных степеней были установлены Министерством науки и технологий Российской Федерации в 1998 году для целей заполнения форм, сопровождающих обязательные экземпляры диссертаций, положение в настоящее время отменено.
25 сентября 2015 года Высшей аттестационной комиссией был утвержден паспорт новой научной специальности «Теология». Теперь по этой специальности можно защищать диссертационные работы и получать учёные степени кандидата и доктора наук.
Многие специальности допускают присуждение соискателям учёной степени по нескольким вариантам отраслей наук в зависимости от преобладающей предметной области конкретной диссертации. Например, по специальности 1.4.4 (физическая химия) могут быть присуждены степени кандидата физико-математических, технических или химических наук. При этом, однако, соблюдается принцип «одна диссертация — одна отрасль наук» независимо от количества специальностей диссертации и отраслей наук специальности. Также конкретный диссертационный совет может быть ограничен в номенклатуре присуждаемых степеней, в зависимости от отрасли.

### Украина
Список степеней, присуждаемых украинским учёным, в основном повторяет советский и совпадает с российским, за следующими исключениями:
- Геолого-минералогические науки в названиях степеней заменены на геологические науки;
- Введены степени кандидата наук по физическому воспитанию и спорту, кандидата наук по государственному управлению, кандидата наук по социальным коммуникациям. Выделяется также отрасль наук «Национальная безопасность», однако по ней присуждаются степени кандидатов военных, технических, юридических и других наук — степени кандидата наук по национальной безопасности нет. Диссертации по специальности «Богословие» в украинском классификаторе включены в отрасль «Философские науки».

## Международные аспекты

### Аналоги степени кандидата наук вне России

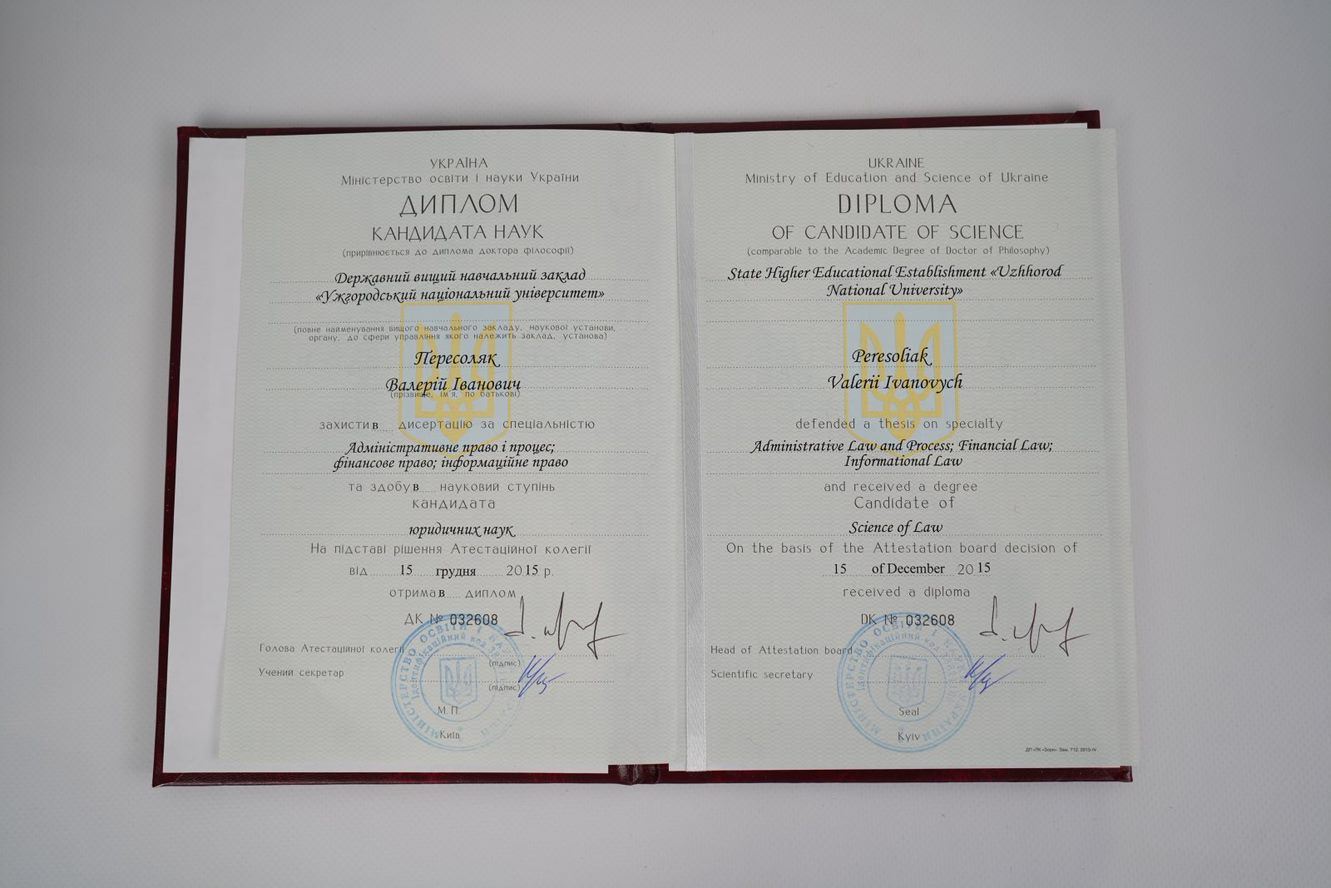
Диплом кандидата наук, Украина

Наиболее распространённым аналогом советской и российской степени кандидата наук является степень доктора философии (Ph.D.). Такая степень существует в США, Австралии, Канаде, Великобритании, и других государствах.
В Германии аналогом российской кандидатской степени выступает степень доктора (нем. Doktor), несмотря на её название.
Во многих европейских странах ранее присуждалась степень, наименование которой на местном языке содержало понятие «кандидат», упразднённая в ходе Болонского процесса. При этом упразднение означает не ликвидацию соответствующего уровня, а замену наименования на Ph.D. Так произошло в ряде стран СЭВ — Болгарии (болг. Кандидат на науките, упразднена в середине 1990-х), Чехословакии (чеш. Kandidát věd, словац. Kandidát vied, упразднена в Чехии в 1998, в Словакии в 1996). В 2014 году, с принятием нового Закона Украины «О высшем образовании», степень кандидата наук там тоже упразднена и приравнена к степени доктора философии. Подобная степень, предшествующая степени доктора наук и называемая по-латыни лат. candidatus/candidata с добавлением названия науки, существовала также в Дании, Норвегии, Исландии. В Югославии степени кандидата наук отвечала степень магистра наук (Magister Scientiæ, mr. sci, ныне упразднена), как это было в Российской империи в XIX веке.
В ряде стран СНГ (например, в Белоруссии) степень «кандидат наук» продолжает существовать.
Однако в образовательной системе Бельгии и Нидерландов степень «кандидата» (лат. candidatus (cand.), нидерл. kandidaat (kand.)) имела иной смысл и соответствовала значительно более низкому академическому уровню. Она присваивалась после прохождения первых двух или трёх курсов вузовского образования, называемого кандидатурой, и сдачи соответствующего экзамена. Эта степень теперь упразднена без введения эквивалента.

### Признание российской степени кандидата наук
Согласно путеводителю о признании российских квалификаций в других европейских странах, размещенному на сайте «Российское образование для иностранных граждан» Архивная копия от 20 декабря 2019 на Wayback Machine (заказчик — Минобрнауки РФ), «в странах с двухступенчатой системой [послевузовских] учёных степеней степень кандидата наук должна рассматриваться для целей официального признания как первая ступень в системе учёных степеней. В странах с одноступенчатой системой учёных степеней должна оцениваться в качестве официального признания этой степени».
В соответствии с п. 262 Международной стандартной классификации образования ЮНЕСКО, степень кандидата наук приравнивается к степени доктора философии, распространённой в странах с западной системой образования, что даёт право занимать должности, соответствующие уровню доцента университета. Ниже дана конкретизация для двух стран — Франции и Германии.
Франция
В 2003 году правительства России и Франции подписали соглашение о взаимном признании документов об учёных степенях, в котором обладатели российской степени «Кандидат наук» и французской степени «Доктор» (фр. Docteur) взаимно сопоставлены. Спорные вопросы, связанные с взаимным признанием документов об учёных степенях, стороны решают путём консультаций и переговоров.
Германия
Министерство образования и науки Российской Федерации (функционировавшее в 2004—2018 гг.), в компетенцию которого входили академические квалификации, приняло решение о признании германской академической квалификации «Habilitation» на уровне российской учёной степени «доктор наук», а германской академической степени «Doktor» на уровне российской учёной степени «кандидат наук». В Федеративной Республике Германия признание входит в компетенцию министерств земель, когда речь идёт о выдаче разрешения на использование учёных степеней в обществе, и в компетенцию высших учебных заведений, когда речь идёт об академическом поприще, включая научно-исследовательскую деятельность. Эти органы признают российскую учёную степень «доктор наук» на уровне германской академической квалификации «Habilitation», а российскую учёную степень «кандидат наук» на уровне германской академической степени «Doktor».